# Waterburcht Pietersheim

Waterburcht Pietersheim met van links naar rechts de kijkdoos, kapel en rentmeesterij

De Waterburcht Pietersheim is een waterburcht, tegelijk ringwalburcht in de Belgische gemeente Lanaken. Ze ligt naast het kasteel Pietersheim in het domein Pietersheim, op anderhalve kilometer van de grensrivier de Maas. De geschiedenis van de burcht is nauw verweven met die van het graafschap Loon en later met die van het prinsbisdom Luik toen ze deel uitmaakte van de heerlijkheid Pietersheim.

## Historiek
Lanaken, Ludinacum genoemd in de 9e eeuw, was de plaats waar de veestapel van Karel de Grote een plek vond als hij in Aken resideerde. Op een zandige plek werd eerst een motte gebouwd, de Borgergraaf die rond 1180 werd vervangen door een waterburcht. Ook met de constructie van de nabijgelegen abdij van Hocht, eerst voor cisterciënzers, later voor cisterciënzerinnen, werd in dezelfde periode begonnen. De abdij werd de rustplaats voor adellijke lieden van de waterburcht.

## Loon en Luik
De bouw van de burcht, omringd door een slotgracht en enkel bereikbaar via een valbrug, kende een aantal fasen die rond 1425 werden afgesloten door de ombouw tot kasteel. Uit deze vroegste periode stammen de poorttoren, een rechthoekige put en de kapel. Van een donjon die er moet geweest zijn, zijn geen sporen teruggevonden. De kapel kreeg een bijgebouw aan de noordzijde, vermoedelijk als verblijfplaats voor de eerste burchtkapelanen. Tegen de wal verrees een rechthoekige garnizoenstoren en centraal tegenover het poortgebouw bouwde men een grote palas, het woonkwartier van de heer. De burcht was omringd door drie grachten.
Vanaf 1227 behoorden de heren van Pietersheim tot de voornaamste leenmannen van de graaf van Loon. In dat jaar verkregen ze de heerlijkheid in leen dat het gebied besloeg van de huidige gemeenten en gehuchten Lanaken, Bessemer, Briegden, Kauberg en Smeermaas. Zij waren aanwezig tijdens de Guldensporenslag in 1302. In een oorkonde van leenverheffing, opgemaakt te Hasselt op 13 april 1333 zwoeren ze een eed van trouw aan graaf Lodewijk IV.
Aan de bloei van de burcht kwam een einde in 1378 toen de burcht gedeeltelijk werd afgebroken door troepen van het prinsbisdom Luik en een Tongerse militie. De garnizoenstoren en het kapelbijgebouw bleven verbrand en half gesloopt achter; de brandsporen zijn nog steeds zichtbaar. Na 1378 werd de site een tijdlang verlaten.

## Pietersheim, Alexander Farnese en Merode
In 1410 kwam de heerlijkheid, door huwelijk van Richard II van Merode (1370 - 1446) met Beatrix van Pietersheim (1392 - 1450), uiteindelijk in bezit van het huis Merode, waardoor Johan IV van Merode de eerste heer van Pietersheim was. De hieruit voortvloeiende tak wordt wel de tak Van Merode-Pietersheim genoemd. De vervallen burcht werd omgebouwd tot kasteel in hooggotische stijl.
Jan IX van Merode legde tussen 1576 en 1579 een aantal versterkingen aan. Alexander Farnese zag in de waterburcht een ideale locatie voor zichzelf tijdens het Beleg van Maastricht in 1579. Hij sloot de kasteelheer op in de ondergrondse kapel. Om de verwoesting te vermijden gaf de kasteelheer zijn kasteel op om het in 1587 terug te krijgen, geplunderd en zwaar beschadigd. Vanaf dan verloor het kasteel zijn functie als residentie.
Heropbouw volgde tussen 1716 en 1721 om er het huwelijk te laten plaatsvinden tussen Jan Filips Eugeen van Merode (1674 - 1732) en Charlotte Wilhelmine Amalie Alexandrina van Nassau-Hadamar (1703 - 1740), dochter van Frans Alexander. De heerlijkheid Pietersheim bleef in bezit van het huis Merode, tot de heerlijkheid in 1794 werd opgeheven.
In 1926 kwam het vlakbij gelegen kasteel Pietersheim opnieuw klaar, gebouwd op de locatie van het vroegere neerhof van de waterburcht. De gemeente Lanaken kocht het domein Pietersheim in 1971 van Xavier de Merode, oud-burgemeester van Lanaken, voor 32 miljoen BEF. In 2017 heeft de gemeente het kasteel verkocht aan Gelderburg Estates.

Waterburcht Pietersheim

## Galerij

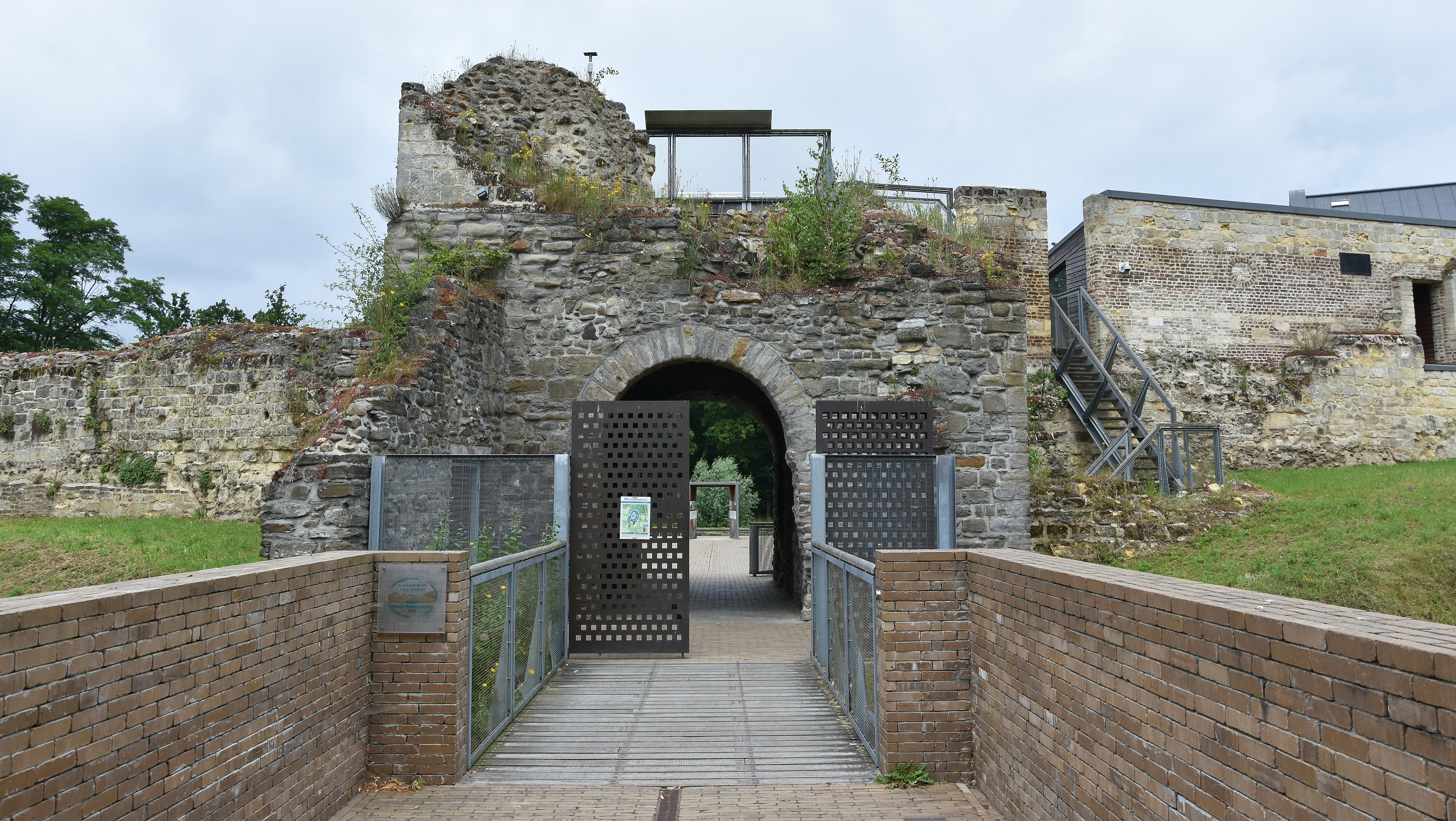
Het poortgebouw
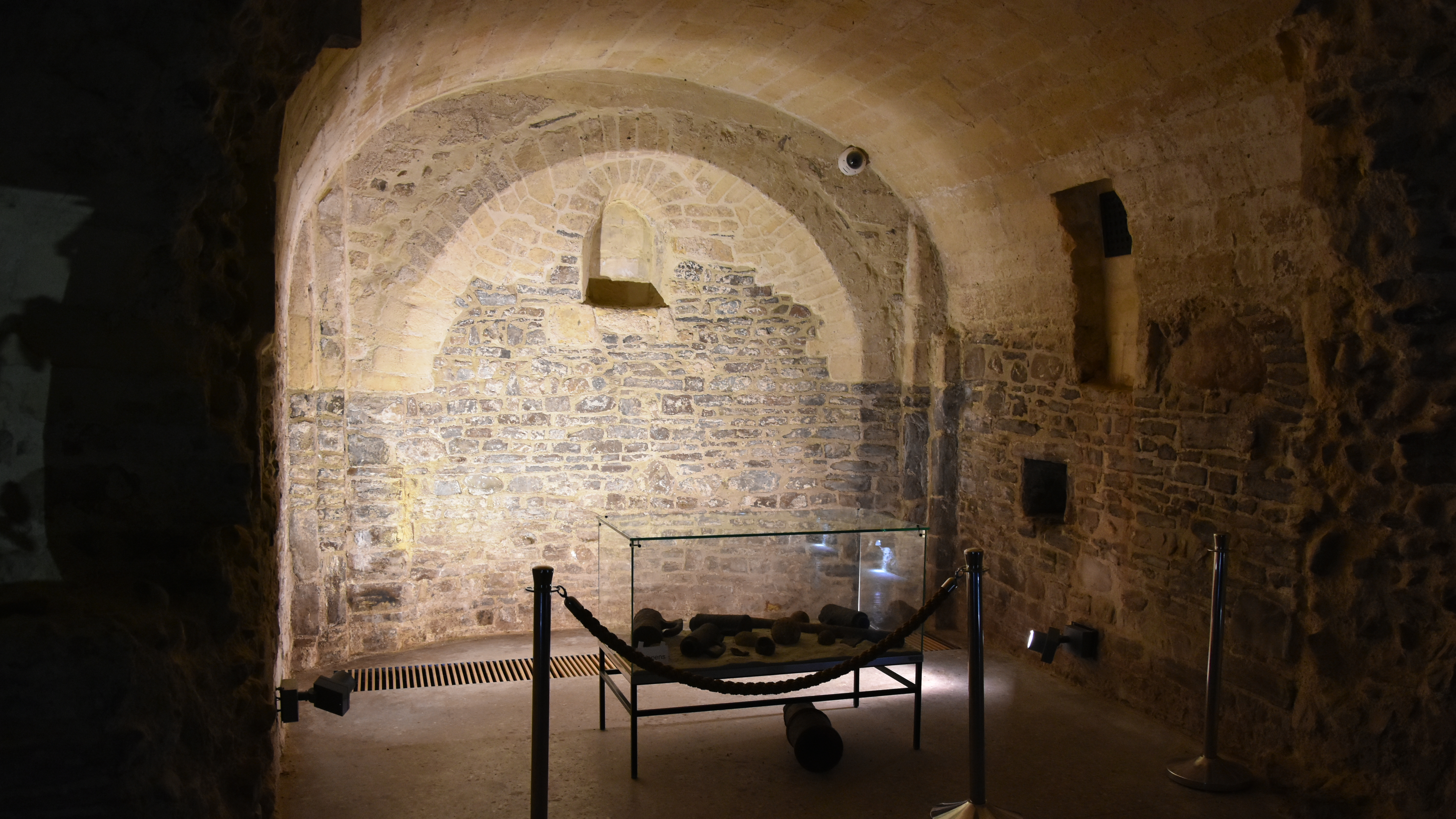
De 12e-eeuwse ondergrondse kapel
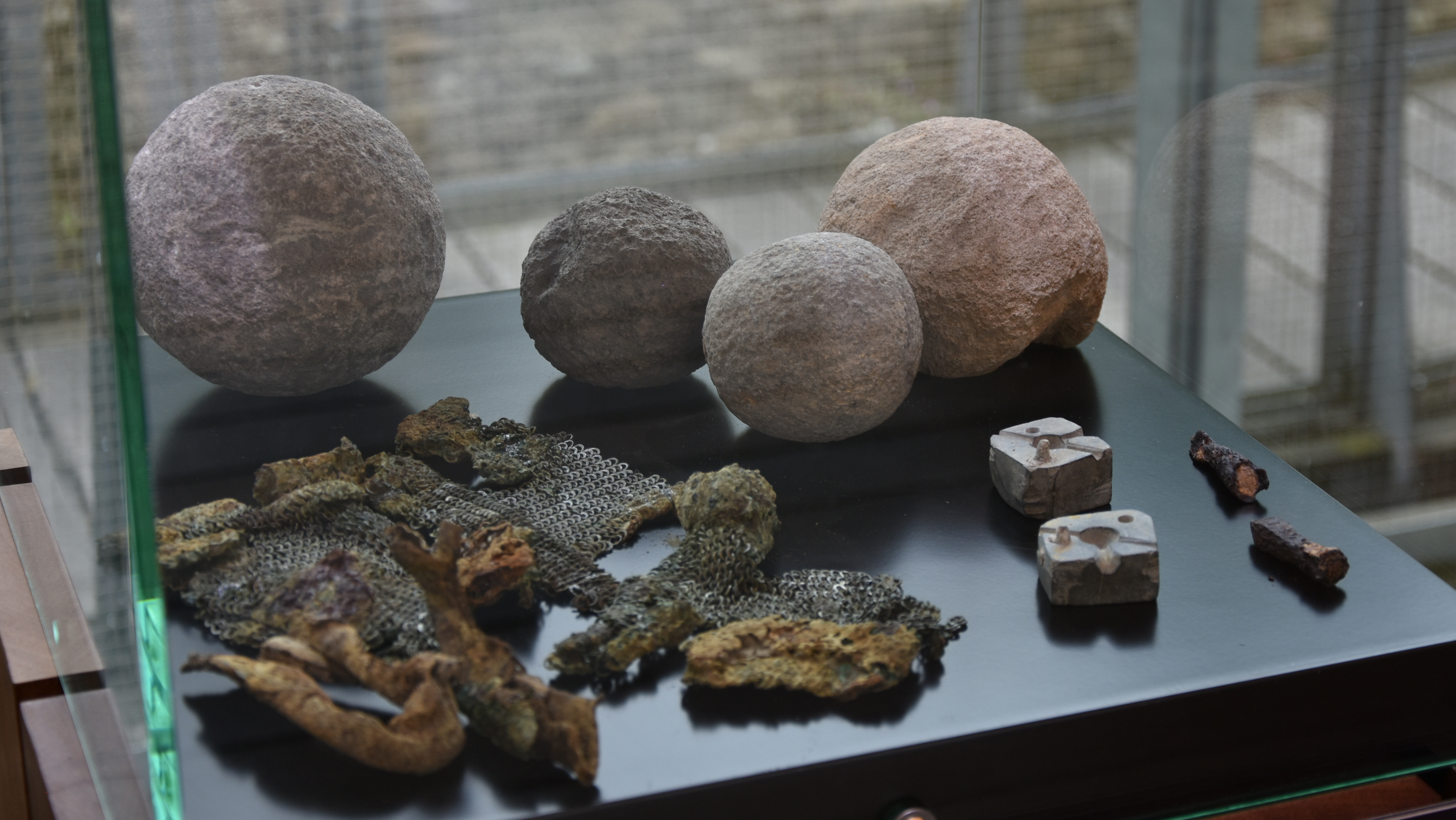
Kanonballen, maliënkolderresten en kogelmatrijs